# Filip Bonde (1720–1789)
Filip Bonde, född 15 april 1720 i Julita församling, Södermanlands län, död 2 juni 1789 i Levene församling, Skaraborgs län, var en svensk militär.

## Biografi
Filip Bonde föddes 1720 på Fogelstad i Julita socken. Han var son till översten greve Carl Henrik Bonde vid Smålands kavalleriregemente och Ulrika Maria Siöblad. Bonde var från 11 december 1733 till 29 november 1740 kunglig page och blev 8 augusti 1740 förare vid Livgardet. Han blev 1741 sergeant och 17 augusti 1742 livdrabant. Bonde blev 13 februari 1749 kornett vid Östgöta kavalleriregemente, 21 april 1749 löjtnant och 11 juni 1752 ryttmästare. Han blev 27 februari 1759 major i armén, 2 maj 1759 ryttmästares indelning och utnämndes 28 april 1759 till riddare av Svärdsorden. Bonde blev 17 juni 1765 major vid regementet, 13 september 1772 överstelöjtnant i armén och tog avsked 22 maj 1775 med överstes karaktär. Han avled 1789 på Levene.

### Egendom
Bonde ägde gården Levene i Levene socken.

### Familj
Bonde gifte sig 15 januari 1753 på Vårby i Huddinge församling med Fredrika Eleonora Hierta (1730–1812), dotter till hovmarskalken Per Filip Hierta och friherrinnan Helena Kagg. De fick tillsammans barnen översten Carl Filip Bonde (1753–1814) vid i armén, Maria Helena Bonde (1755–1755), Gustaf Adolf Bonde (1757–1767), Jöns Bonde (1763–1763), Ingeborg Bonde (född 1767) och Charlotta Bonde (1768–1824) som var gift med överstelöjtnanten Bo Oxehufvud.